# Мухино (Ленинградская область)
Мухино (до 1948 года Сахакюля, фин. Sahakylä) — посёлок в Рощинском городском поселении Выборгского района Ленинградской области.

## Название
В переводе на русский язык топоним Сахакюля означает «Лесопильная деревня». Здесь находилась площадка, на которой складировали и обрабатывали лесоматериалы, сплавляемые затем по рекам Райволанъйоки и Ваммелъйоки и далее по Финскому заливу к верфям строящегося Санкт-Петербурга.
Зимой 1948 года согласно постановлению общего собрания граждан деревне Сахакюля было присвоено новое название — Ключевая, которое вскоре было изменено на Прохладная.
В том же году название было изменено ещё раз, теперь на Мухино с мотивировкой «в память ст. лейтенанта Мухина И. В., похороненного в братской могиле на территории Райволовского сельсовета». Мухин Иван Васильевич, 1911 года рождения, заместитель командира батальона 187-го стрелкового полка, погиб 10 июня 1944 года при штурме Карельского вала.
Переименование было закреплено указом Президиума ВС РСФСР от 13 января 1949 года.

## История

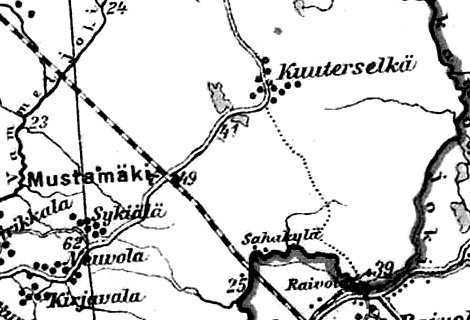
Деревня Сахакюля на финской карте 1923 года

До 1939 года деревня Сахакюля входила в состав волости Каннельярви Выборгской губернии Финляндской республики.
С 1 января 1940 года по 30 сентября 1948 года — в составе Райволовского сельсовета Каннельярвского, а затем Райволовского районов.
С 30 июля 1941 года по 31 мая 1944 года — финская оккупация.
С 1 октября 1948 года — в составе Рощинского сельсовета Рощинского района.
С 1 января 1949 года деревня Сахакюля учитывается административными данными как деревня Мухино.
В 1950 году деревня насчитывала 154 жителя.
В 1958 году деревня насчитывала 79 жителей.
С 1 июля 1959 года — в составе Рощинского поссовета Рощинского района.
С 1 февраля 1963 года — в составе Рощинского поссовета, находящегося в подчинении Выборгского горсовета.
С 1 января 1965 года — в составе Рощинского поссовета Выборгского района.
Согласно административным данным 1966, 1973 и 1990 годов посёлок Мухино находился в составе Рощинского поссовета.
В 1997 году в посёлке Мухино Рощинского поссовета проживали 26 человек, в 2002 году — 24 человека (русские — 84 %).
В 2007 году в посёлке Мухино Рощинского ГП проживали 34 человека, в 2010 году — 55 человек.

## География
Посёлок расположен в южной части района у остановочного пункта Мухинское болото на железнодорожной линии Санкт-Петербург—Выборг. 
Расстояние до административного центра поселения — 5 км.
Расстояние до ближайшей железнодорожной станции Каннельярви — 4 км. 
К северо-западу от посёлка находится Мухинское болото. К востоку от посёлка проходит автодорога 41К-090 (Рощино — Цвелодубово).

## Демография
| 2007 | 2010 | 2017 | 2021 |
| ---- | ---- | ---- | ---- |
| 34   | ↗55  | ↘54  | ↗58  |

## Улицы
Железнодорожная, Привокзальная.